# Возвратное уравнение
Возвратное уравнение — алгебраическое уравнение от одной переменной вида 
{\displaystyle \sum _{k=0}^{n}(a_{k}x^{k}(x^{2n-2k+1}+\lambda ^{2n-2k+1}))=0\Leftrightarrow a_{0}x^{2n+1}+a_{1}x^{2n}+a_{2}x^{2n-1}+\dots }
{\displaystyle \dots +a_{n-1}x^{n+2}+a_{n}x^{n+1}+\lambda ^{1}a_{n}x^{n}+\lambda ^{3}a_{n-1}x^{n-1}+\lambda ^{5}a_{n-2}x^{n-2}+\dots }
{\displaystyle \dots +\lambda ^{2n-3}a_{2}x^{2}+\lambda ^{2n-1}a_{1}x+\lambda ^{2n+1}a_{0}=0}
для нечётной степени {\displaystyle 2n+1} и
{\displaystyle \sum _{k=0}^{n}(a_{n-k}(x^{n+k}+x^{n-k}\lambda ^{k}))=0\Leftrightarrow a_{0}x^{2n}+a_{1}x^{2n-1}+a_{2}x^{2n-2}+\dots }
{\displaystyle \dots +a_{n-1}x^{n+1}+a_{n}x^{n}+\lambda ^{1}a_{n-1}x^{n-1}+\lambda ^{2}a_{n-2}x^{n-2}+\lambda ^{3}a_{n-3}x^{n-3}+\dots }
{\displaystyle \dots +\lambda ^{n-2}a_{2}x^{2}+\lambda ^{n-1}a_{1}x+\lambda ^{n}a_{0}=0}
для чётной степени {\displaystyle 2n}, где {\displaystyle a_{0}\neq 0}. Возвратным многочленом называется многочлен, приравнивающийся к нулю в возвратном уравнении. 

## Альтернативный способ определения
Многочлен {\displaystyle \sum \limits _{k=0}^{2n+1}(a_{k}x^{k})=} {\displaystyle a_{2n+1}x^{2n+1}+\dots +a_{2}x^{2}+a_{1}x^{1}+a_{0}} нечётной степени {\displaystyle 2n+1} называется возвратным, если для некоторого {\displaystyle \lambda \neq 0} равенство {\displaystyle {\frac {a_{k}}{a_{(2n+1)-k}}}=\lambda ^{2(n-k)+1}} верно при любом {\displaystyle k}.

Многочлен {\displaystyle \sum \limits _{k=0}^{2n}(a_{k}x^{k})=} {\displaystyle a_{2n}x^{2n}+\dots +a_{2}x^{2}+a_{1}x^{1}+a_{0}} чётной степени {\displaystyle 2n} называется возвратным, если для некоторого {\displaystyle \lambda \neq 0} равенство {\displaystyle {\frac {a_{k}}{a_{(2n)-k}}}=\lambda ^{(n-k)}} верно при любом {\displaystyle k}.

## Частные случаи
- В случае, если {\displaystyle \lambda =1}, то есть последовательность коэффициентов возвратного многочлена симметрична (является палиндромом), уравнение называется симметрическим или симметричным. Если речь идёт о многочлене, участвующем в уравнении, он называется симметричным (не путать с симметрическим многочленом)[1].

## Понижение степени и нахождение корней
Любой возвратный многочлен {\displaystyle \sum _{k=0}^{n}(a_{k}x^{k}(x^{2n-2k+1}+\lambda ^{2n-2k+1}))} нечётной степени {\displaystyle 2n+1} имеет корень {\displaystyle -\lambda } и представляется в виде произведения линейного многочлена {\displaystyle (x+\lambda )} и многочлена {\displaystyle \sum _{k=0}^{n}{\Big (}a_{k}x^{k}{\Big (}{\frac {x^{2n-2k+1}+\lambda ^{2n-2k+1}}{x+\lambda }}{\Big )}{\Big )}=} {\displaystyle \sum _{k=0}^{n}{\Big (}a_{k}x^{k}\sum \limits _{t=0}^{2n-2k}((-1)^{t}x^{t}\lambda ^{2n-2k-t}){\Big )}}, имеющего чётную степень {\displaystyle 2n} и являющегося возвратным.
Докажем, что многочлен {\displaystyle \sum _{k=0}^{n}{\Big (}a_{k}x^{k}\sum \limits _{t=0}^{2n-2k}((-1)^{t}x^{t}\lambda ^{2n-2k-t}){\Big )}} является возвратным. Его можно переписать в виде {\displaystyle \sum _{k=0}^{n}{\Big (}a_{k}\sum \limits _{t=k}^{2n-k}((-1)^{t-k}x^{t}\lambda ^{2n-k-t}){\Big )}}, и теперь для {\displaystyle t} и {\displaystyle {2n-t}} в суммировании участвуют одни и те же {\displaystyle k}. Тогда коэффициенты при {\displaystyle x^{t}} и {\displaystyle x^{2n-t}} разбиваются на пары {\displaystyle a_{k}(-1)^{t-k}\lambda ^{2n-k-t}} и {\displaystyle a_{k}(-1)^{(2n-t)-k}\lambda ^{2n-k-(2n-t)}} с равными друг другу {\displaystyle k}. Отношение чисел любой такой пары равно {\displaystyle {\frac {a_{k}(-1)^{t-k}\lambda ^{2n-k-t}}{a_{k}(-1)^{(2n-t)-k}\lambda ^{2n-k-(2n-t)}}}=(-1)^{(t-k)-((2n-t)-k)}\lambda ^{(2n-k-t)-(2n-k-(2n-t))}=} {\displaystyle (-1)^{2(t-n)}\lambda ^{2(n-t)}=} {\displaystyle \lambda ^{2(n-t)}}, следовательно, отношение суммарных коэффициентов при {\displaystyle x^{t}} и {\displaystyle x^{2n-t}} равно тому же числу {\displaystyle \lambda ^{2(n-t)}}, а значит, по указанному выше альтернативному определению наш многочлен является возвратным, а число, роль которого в изначальном многочлене нечётной степени играла {\displaystyle \lambda }, здесь играет {\displaystyle \lambda ^{2}}.
Рассмотрим теперь возвратный многочлен {\displaystyle \sum _{k=0}^{n}(a_{n-k}(x^{n+k}+x^{n-k}\lambda ^{k}))} чётной степени {\displaystyle 2n}. По определению возвратного многочлена {\displaystyle a_{0}\lambda ^{n}\neq 0}, следовательно, ноль не является его корнем и его можно переписать в виде {\displaystyle x^{n}\sum _{k=0}^{n}{\Big (}a_{n-k}{\Big (}x^{k}+{\Big (}{\frac {\lambda }{x}}{\Big )}^{k}{\Big )}{\Big )}}, где сумму {\displaystyle \sum _{k=0}^{n}{\Big (}a_{n-k}{\Big (}x^{k}+{\Big (}{\frac {\lambda }{x}}{\Big )}^{k}{\Big )}{\Big )}} можно переписать в виде многочлена относительно {\displaystyle t={\Big (}x+{\frac {\lambda }{x}}{\Big )}} степени {\displaystyle n}.
Докажем при помощи полной индукции по {\displaystyle n}, что любую симметричную относительно замены {\displaystyle x\leftrightarrow {\frac {\lambda }{x}}} сумму {\displaystyle \sum _{k=0}^{n}{\Big (}a_{n-k}{\Big (}x^{k}+{\Big (}{\frac {\lambda }{x}}{\Big )}^{k}{\Big )}{\Big )}} можно переписать в виде многочлена относительно {\displaystyle t={\Big (}x+{\frac {\lambda }{x}}{\Big )}}. База: {\displaystyle \sum _{k=0}^{1}{\Big (}a_{n-k}{\Big (}x^{k}+{\Big (}{\frac {\lambda }{x}}{\Big )}^{k}{\Big )}{\Big )}=} {\displaystyle {\Big (}a_{1}{\Big (}x^{0}+{\Big (}{\frac {\lambda }{x}}{\Big )}^{0}{\Big )}+{\Big (}a_{0}{\Big (}x^{1}+{\Big (}{\frac {\lambda }{x}}{\Big )}^{1}{\Big )}=} {\displaystyle a_{0}{\Big (}x+{\frac {\lambda }{x}}{\Big )}+a_{1}=} {\displaystyle a_{0}t+a_{1}}. Переход: предположим, данное утверждение верно для всех степеней, меньших данного {\displaystyle n}. Выражение {\displaystyle t^{n}={\Big (}x+{\frac {\lambda }{x}}{\Big )}^{n}} симметрично относительно замены {\displaystyle x\leftrightarrow {\frac {\lambda }{x}}}, причём разность его с {\displaystyle x^{n}+{\Big (}{\frac {\lambda }{x}}{\Big )}^{n}} имеет максимальную степень переменной {\displaystyle n-1} и также симметрична относительно указанной замены, а значит, по предположению индукции представима в виде многочлена относительно {\displaystyle t} степени {\displaystyle n-1}. Тогда выражение {\displaystyle x^{n}+{\Big (}{\frac {\lambda }{x}}{\Big )}^{n}} является разностью выражений {\displaystyle {\Big (}x+{\frac {\lambda }{x}}{\Big )}^{n}} и {\displaystyle {\Big (}x+{\frac {\lambda }{x}}{\Big )}^{n}-{\Big (}x^{n}+{\Big (}{\frac {\lambda }{x}}{\Big )}^{n}{\Big )}}, каждое из которых представляется в виде многочлена относительно {\displaystyle t} степени не больше {\displaystyle n}, следовательно, и само выражение {\displaystyle x^{n}+{\Big (}{\frac {\lambda }{x}}{\Big )}^{n}} также представляется в виде такого многочлена. Тогда {\displaystyle \sum _{k=0}^{n}{\Big (}a_{n-k}{\Big (}x^{k}+{\Big (}{\frac {\lambda }{x}}{\Big )}^{k}{\Big )}{\Big )}=} {\displaystyle a_{0}{\Big (}x^{n}+{\Big (}{\frac {\lambda }{x}}{\Big )}^{n}{\Big )}+\sum _{k=0}^{n-1}{\Big (}a_{n-k}{\Big (}x^{k}+{\Big (}{\frac {\lambda }{x}}{\Big )}^{k}{\Big )}{\Big )}}, где первая часть представляется в виде многочлена относительно {\displaystyle t} степени не больше {\displaystyle n} по доказанному выше, а вторая — по предположению индукции, следовательно, изначальное выражение также представляется в виде многочлена относительно {\displaystyle t} степени не больше {\displaystyle n}.
Найдя все корни {\displaystyle t_{i}} полученного уравнения и решив все уравнения вида {\displaystyle t_{i}=x+{\frac {\lambda }{x}}} относительно {\displaystyle x}, получаем корни изначального возвратного уравнения {\displaystyle x_{2i-1,\;2i}={\frac {t_{i}\pm {\sqrt {t_{i}^{2}-4\lambda }}}{2}}}.

## Разрешимость в радикалах
Как было показано выше, возвратные уравнения степеней {\displaystyle 2n} и {\displaystyle 2n+1} сводятся к решению уравнений степени {\displaystyle n}, которые разрешимы в радикалах вплоть до {\displaystyle n=4} по теореме Абеля-Руффини. При этом выражение {\displaystyle {\Big (}t_{i}\pm {\sqrt {t_{i}^{2}-4\lambda }}{\Big )}/2}, позволяющее получить корни возвратного уравнения (кроме {\displaystyle (-\lambda )} для нечётной степени) через корни полученного выше уравнения степени {\displaystyle n} относительно {\displaystyle t}, является алгебраическим. Следовательно, возвратные уравнения, сводящиеся к уравнениям относительно {\displaystyle t} степени не более {\displaystyle 4}, разрешимы в радикалах, а к таким возвратным уравнениям относятся те, чья степень не превышает {\displaystyle 9}.